# بداية شهر شوال
بداية شهر شوال أي أوّل أيام الشهر العاشر من السنة القمرية، أو كما تُسمّى بحسب التقويم الهجري «السنة الهجرية»، هو شهر قمري سمّاه العرب في الجاهلية بِشهر الوعل، تُعتبر بداية شهر شوَّال مهمَّة عند المسلمين، إذ بهِ يبدأ عيد الفطر. قد تُحدّد بداية الشهر القمري فلكيًّا (كما هو معتمد في بعض البلدان) أو من خلال الرؤية الشرعيّة للهلال، وتلك يجري تحريّها (بشروطٍ مُحدَّدة) بعد غروب شمس اليوم 29 من الشهر القمري الجاري، ويكون شهر رمضان حينها، فإن ثبتت رؤية الهلال يُعلن أن الغد هو أول أيام شهر شوال، وإن لم تثبت يُعلن أن الغد هو المتمم لشهر رمضان (اليوم 30) وبعد غدٍ يكون أوّل أيّام الشهر.
تعتبر لحظة توّلد الهلال للشهر الجديد ذاتها فلكيًا، لكن تختلف الرؤية باختلاف مكان الراصد ووقت غروب الشمس، وعليه تختلف البلدان حول العالم في تحديد بداية الشهر.
ما يلي قائمة بأوّل أيام شهر شوال بحسب إعلان الدول حول العالم للسنة الحالية والسنوات السابقة:

## 1445 (2024)
أول أيام شهر شوال للعام الهجري 1445، الموافق 2024م:

#### الثلاثاء 9 أبريل 2024
النيجر  ·  مالي

#### الأربعاء 10 أبريل 2024
الإمارات  ·  البحرين  ·  الجزائر  ·  السنغال  ·  السودان  ·  العراق  ·  الكويت  ·  المغرب  ·  المملكة العربية السعودية  ·  المملكة المتحدة  ·  اليمن  ·  إندونيسيا  ·  إيران  ·  باكستان  ·  بوركينا فاسو  ·  تركيا  ·  تونس  ·  ساحل العاج  ·  سوريا  ·  عُمان  ·  غانا  ·  فلسطين  ·  قطر  ·  الكاميرون  ·  لبنان  ·  ليبيا  ·  ماليزيا  ·  مصر  ·  موريتانيا  ·  نيجيريا

#### الخميس 11 أبريل 2024
بروناي  ·  بنغلاديش

## 1444 (2023)
أول أيام شهر شوال للعام الهجري 1444، الموافق 2023م:

#### الجمعة 21 أبريل 2023
الأردن  ·  الإمارات  ·  البحرين  ·  الجزائر  ·  السودان  ·  الصومال  ·  العراق  ·  الكويت  ·  المملكة العربية السعودية  ·  النيجر  ·  اليمن  ·  تركيا  ·  تونس  ·  ساحل العاج  ·  سوريا  ·  فلسطين  ·  قطر  ·  لبنان  ·  مالي  ·  مصر  ·  موريتانيا  ·  نيجيريا

#### السبت 22 أبريل 2023
السنغال  ·  المغرب  ·  الهند  ·  إندونيسيا  ·  إيران  ·  باكستان  ·  بروناي  ·  بنغلاديش  ·  تنزانيا  ·  عُمان  ·  ليبيا  ·  ماليزيا

## 1443 (2022)
أول أيام شهر شوال للعام الهجري 1443، الموافق 2022م:

#### الأحد 1 مايو 2022
أفغانستان  ·  النيجر  ·  مالي

#### الاثنين 2 مايو 2022
الأردن  ·  الإمارات  ·  البحرين  ·  الجزائر  ·  السودان  ·  الصومال  ·  العراق  ·  الكويت  ·  المغرب  ·  المملكة العربية السعودية  ·  اليمن  ·  إندونيسيا  ·  بروناي  ·  تركيا  ·  تونس  ·  سوريا  ·  عُمان  ·  فلسطين  ·  قطر  ·  الكاميرون  ·  لبنان  ·  ليبيا  ·  ماليزيا  ·  مصر  ·  موريتانيا  ·  نيجيريا

#### الثلاثاء 3 مايو 2022
الهند  ·  إيران  ·  باكستان  ·  بنغلاديش  ·  نيبال

## 1442 (2021)
أول أيام شهر شوال للعام الهجري 1442، الموافق 2021م:

#### الأربعاء 12 مايو 2021
ساحل العاج  ·  النيجر  ·  مالي

#### الخميس 13 مايو 2021
الأردن  ·  الإمارات  ·  البحرين  ·  الجزائر  ·  السودان  ·  العراق  ·  الكويت  ·  المغرب  ·  المملكة العربية السعودية  ·  اليمن  ·  إندونيسيا  ·  إيران  ·  باكستان  ·  تركيا  ·  تونس  ·  سوريا  ·  عُمان  ·  فلسطين  ·  قطر  ·  لبنان  ·  ليبيا  ·  ماليزيا  ·  مصر  ·  موريتانيا

#### الجمعة 14 مايو 2021
الهند  ·  بروناي  ·  بنغلاديش  ·  تنزانيا

## 1441 (2020)
أول أيام شهر شوال للعام الهجري 1441، الموافق 2020م:

#### السبت 23 مايو 2020
الصومال  ·  النيجر  ·  ساحل العاج  ·  موريتانيا  ·  مالي

#### الأحد 24 مايو 2020
أفغانستان  ·  الأردن  ·  الإمارات  ·  البحرين  · الجزائر  ·  السودان  ·  العراق  ·  الكويت  ·  المغرب  ·  المملكة العربية السعودية  ·  اليمن  · إندونيسيا  ·  إيران  ·  باكستان  ·  بروناي  ·  تركيا  ·  تشاد  ·  تونس  ·  سريلانكا  ·  سوريا  ·  عُمان  ·  فلسطين  ·  قطر  ·  لبنان  ·  ليبيا  ·  ماليزيا  ·  مصر  ·  نيجيريا

#### الاثنين 25 مايو 2020
الهند  ·  جنوب إفريقيا  ·  بنغلاديش  ·  نيبال

## 1440 (2019)
أول أيام شهر شوال للعام الهجري 1440، الموافق 2019م:

#### الاثنين 3 يونيو 2019
مالي

#### الثلاثاء 4 يونيو 2019
الإمارات  ·  البحرين  ·  الجزائر  ·  الصومال  ·  العراق  ·  الكويت  ·  المملكة العربية السعودية  ·  اليمن  ·  تركيا  · تشاد  ·  جزر القمر  ·  جيبوتي  ·  ساحل العاج  ·  قطر  ·  لبنان  ·  ليبيا  ·  موريتانيا  ·  نيجيريا

#### الأربعاء 5 يونيو 2019
الأردن  ·  السودان  ·  المغرب  ·  الهند  ·  إندونيسيا  ·  إيران  ·  باكستان  ·  بنغلاديش  ·  تونس  ·  جنوب إفريقيا  ·  سريلانكا  ·  سُوريا  ·  عُمان  ·  غانا  ·  فلسطين  ·  ماليزيا  ·  مصر  ·  نيبال

#### الخميس 6 يونيو 2019
بروناي

## 1439 (2018)
أول أيام شهر شوال للعام الهجري 1439، الموافق 2018م:

#### الجمعة 15 يونيو 2018
إسبانيا  ·  الأردن  ·  الإمارات  ·  البحرين  ·  الجزائر  ·  السودان  ·  العراق  ·  الكويت  ·  المغرب  ·  المملكة العربية السعودية  ·  المملكة المتحدة  ·  اليمن  · إندونيسيا  ·  أنغولا  ·  إيران  ·  بروناي  ·  بوتسوانا  ·  تركيا  ·  تنزانيا  ·  تونس  ·  جنوب إفريقيا  ·  زمبابوي  ·  سوازيلند  ·  سوريا  ·  عُمان  ·  غانا  ·  فلسطين  ·  قطر  ·  لبنان  ·  ليبيا  ·  ليسوتو  ·  مالاوي  ·  ماليزيا  ·  مصر  ·  موريتانيا  ·  موزمبيق  ·  ناميبيا  ·  نيجيريا

#### السبت 16 يونيو 2018
الهند  ·  باكستان  ·  بنغلاديش  ·  سريلانكا  ·  نيبال

## 1438 (2017)
أول أيام شهر شوال للعام الهجري 1438، الموافق 2017م:

#### الأحد 25 يونيو 2017
الأردن  ·  الإمارات  ·  البحرين  ·  الجزائر  ·  السودان  ·  العراق  ·  الكويت  ·  المملكة العربية السعودية  ·  اليمن  ·  إندونيسيا  ·  تركيا  ·  تونس  ·  سوريا  ·  فلسطين  ·  قطر  ·  لبنان  ·  ليبيا  ·  ماليزيا  ·  مصر  ·  موريتانيا

#### الاثنين 26 يونيو 2017
المغرب  ·  الهند  ·  إيران  ·  باكستان  ·  بروناي  ·  بنغلاديش  ·  جنوب إفريقيا  ·  سريلانكا  ·  عُمان

## 1437 (2016)
أول أيام شهر شوال للعام الهجري 1437، الموافق 2016م:

#### الثلاثاء 5 يوليو 2016
تركيا

#### الأربعاء 6 يوليو 2016
أستراليا  ·  الأردن  ·  الإمارات  ·  البحرين  ·  الجزائر  ·  السودان  ·  العراق  ·  الكويت  ·  المغرب  ·  المملكة العربية السعودية  ·  الولايات المتحدة  ·  اليابان  ·  اليمن  ·  إندونيسيا  ·  إيران  ·  باكستان  ·  بروناي  ·  بوركينا فاسو  ·  تايلندا  ·  تونس  ·  سريلانكا  ·  سنغافورة  ·  سوريا  ·  عُمان  ·  غينيا  ·  فرنسا  ·  فلسطين  ·  قطر  ·  لبنان  ·  ليبيا  ·  ماليزيا  ·  مصر  ·  موريتانيا  ·  نيجيريا  ·  نيوزيلندا

#### الخميس 7 يوليو 2016
الهند  ·  بنغلاديش

## 1436 (2015)
أول أيام شهر شوال للعام الهجري 1436، الموافق 2015م:

#### الجمعة 17 يوليو 2015
أستراليا  ·  الأردن  ·  الإمارات  ·  البحرين  ·  الجزائر  ·  السودان  ·  العراق  ·  الكويت  ·  المملكة العربية السعودية  ·  إندونيسيا  ·  تركيا  ·  تونس  ·  سوريا  ·  فلسطين  ·  قطر  ·  لبنان  ·  ليبيا  ·  ماليزيا  ·  مصر  ·  نيجيريا

#### السبت 18 يوليو 2015
المغرب  ·  إيران  ·  بروناي  ·  بنغلاديش  ·  جنوب إفريقيا  ·  سريلانكا  ·  عُمان  ·  غانا

## 1435 (2014)
أول أيام شهر شوال للعام الهجري 1435، الموافق 2014م:

#### الأحد 27 يوليو 2014
نيجيريا

#### الاثنين 28 يوليو 2014
إسبانيا  ·  الأردن  ·  الإمارات  ·  البحرين  ·  الجزائر  ·  السودان  ·  العراق  ·  الكويت  ·  المملكة العربية السعودية  ·  اليمن  ·  إندونيسيا  ·  تركيا  ·  تونس  ·  سوريا  ·  غانا  ·  فلسطين  ·  قطر  ·  لبنان  ·  ليبيا  ·  ماليزيا  ·  مصر

#### الثلاثاء 29 يوليو 2014
المغرب  ·  إيران  ·  بروناي  ·  بنغلاديش  ·  تنزانيا  ·  سريلانكا  ·  عُمان  ·  فرنسا

## 1434 (2013)
أول أيام شهر شوال للعام الهجري 1434، الموافق 2013م:

#### الخميس 8 أغسطس 2013
الإمارات  ·  البحرين  ·  الجزائر  ·  السودان  ·  العراق  ·  الكويت  ·  المملكة العربية السعودية  ·  اليمن  ·  إندونيسيا  ·  تركيا  ·  تونس  ·  غانا  ·  قطر  ·  ليبيا  ·  ماليزيا  ·  مصر  ·  نيجيريا

#### الجمعة 9 أغسطس 2013
السنغال  ·  المغرب  ·  المملكة المتحدة  ·  الهند  ·  أنغولا  ·  إيران  ·  بروناي  ·  بوتسوانا  ·  جنوب إفريقيا  ·  زمبابوي  ·  سوازيلند  ·  عُمان  ·  ليسوتو  ·  مالاوي  ·  موزمبيق  ·  ناميبيا

## 1433 (2012)
أول أيام شهر شوال للعام الهجري 1433، الموافق 2012م:

#### الأحد 19 أغسطس 2012
أستراليا  ·  الأردن  ·  الإمارات  ·  البحرين  ·  الجزائر  ·  السودان  ·  الكويت  ·  المملكة العربية السعودية  ·  المملكة المتحدة  ·  اليمن  ·  إندونيسيا  ·  إيران  ·  تركيا  ·  تنزانيا  ·  تونس  ·  جنوب إفريقيا  ·  عُمان  ·  غانا  ·  فلسطين  ·  قطر  ·  كينيا  ·  لبنان  ·  ليبيا  ·  ماليزيا  ·  مصر  ·  موريتانيا  ·  نيجيريا

#### الاثنين 20 أغسطس 2012
الفلبين  ·  المغرب  ·  الهند  ·  باكستان

## 1432 (2011)
أول أيام شهر شوال للعام الهجري 1432، الموافق 2011م:

#### الثلاثاء 30 أغسطس 2011
الأردن  ·  الإمارات  ·  البحرين  ·  الجزائر  ·  السودان  ·  العراق  ·  الكويت  ·  المملكة العربية السعودية  ·  اليمن  ·  تركيا  ·  تونس  ·  سوريا  ·  فلسطين  ·  قطر  ·  لبنان  ·  ماليزيا  ·  مصر  ·  موريتانيا  ·  نيجيريا

#### الأربعاء 31 أغسطس 2011
أستراليا  ·  المغرب  ·  المملكة المتحدة  ·  الولايات المتحدة  ·  إندونيسيا  ·  إيران  ·  باكستان  ·  بروناي  ·  بنغلاديش  ·  ترينيداد وتوباغو  ·  جنوب إفريقيا  ·  عُمان  ·  غانا {{•} ليبيا

## 1431 (2010)
أول أيام شهر شوال للعام الهجري 1431، الموافق 2010م:

#### الخميس 9 سبتمبر 2010
ليببا

#### الجمعة 10 سبتمبر 2010
إسبانيا  ·  أستراليا  ·  الأردن  ·  الإمارات  ·  البحرين  ·  الجزائر  ·  السنغال  ·  السودان  ·  العراق  ·  الفلبين  ·  الكويت  ·  المغرب  ·  المملكة العربية السعودية  ·  المملكة المتحدة  ·  اليمن  ·  إيران  ·  تنزانيا  ·  تونس  ·  جنوب إفريقيا  ·  سوريا  ·  عُمان  ·  غانا  ·  فلسطين  ·  قطر  ·  لبنان  ·  مصر  ·  موريتانيا  ·  نيجيريا

#### السبت 11 سبتمبر 2010
باكستان

## 1430 (2009)
أول أيام شهر شوال للعام الهجري 1430، الموافق 2009م:

#### السبت 19 سبتمبر 2009
ليبيا

#### الأحد 20 سبتمبر 2009
أستراليا  ·  إندونيسيا  ·  ماليزيا  ·  سنغافورة  ·  إيران  ·  الصومال  ·  السنغال  ·  ساحل العاج  ·  تنزانيا  ·  كينيا  ·  جنوب إفريقيا  ·  المملكة العربية السعودية  ·  قطر  ·  الإمارات  ·  الكويت  ·  اليمن  ·  الأردن  ·  فلسطين  ·  مصر  ·  تركيا  ·  الجزائر  ·  إسبانيا  ·  فرنسا  ·  ألمانيا  ·  النرويج  ·  هولندا  ·  المملكة المتحدة

#### الاثنين 21 سبتمبر 2009
نيوزيلندا  ·  الهند  ·  باكستان  ·  بنغلاديش  ·  الصين  ·  عُمان  ·  المغرب

## 1429 (2008)
أول أيام شهر شوال للعام الهجري 1429، الموافق 2008م:

#### الاثنين 29 سبتمبر 2008
نيجيريا

#### الثلاثاء 30 سبتمبر 2008
أفغانستان  ·  المملكة العربية السعودية  ·  الإمارات  ·  الكويت  ·  قطر  ·  البحرين  ·  اليمن  ·  العراق  ·  لبنان  ·  الأردن  ·  فلسطين  ·  السودان  ·  ليبيا  ·  الصومال  ·  أوغندا  ·  بروكينا فاسو  ·  ساحل العاج  ·  مالي  ·  النيجر  ·  ألبانيا  ·  أذربيجان  ·  كازاخستان  ·  تركيا  ·  إثيوبيا  · 

#### الأربعاء 1 أكتوبر 2008
إندونيسيا  ·  ماليزيا  ·  المالديف  ·  باكستان  ·  إيران  ·  عُمان  ·  سوريا  ·  مصر  ·  تونس  ·  الجزائر  ·  المغرب  ·  موريتانيا  ·  السنغال  ·  سورينام  ·  سيراليون  ·  الغابون  ·  غامبيا  ·  موزمبيق  ·  تنزانيا  ·  غيانا  ·  أوزبكستان  ·  طاجيكستان  ·  أستراليا  ·  الفلبين  ·  تايلندا  ·  سنغافورة  ·  اليابان  ·  كينيا  ·  جنوب إفريقيا  ·  فرنسا  ·  سويسرا  ·  النرويج  ·  بولندا  ·  مولدوفا  ·  السويد  ·  فنلندا  ·  آيسلندا  ·  المملكة المتحدة  ·  الولايات المتحدة  ·  كندا

#### الخميس 2 أكتوبر 2008
الهند  ·  بنغلاديش  ·  بروناي  ·  تركمنستان